# 小卡图鲁斯
小卡图鲁斯（英語：Quintus Lutatius Catulus (Capitolinus)），（前120年—前61年）。古罗马政治家与贵族领袖。其父迫于马略的军事压力而自杀，由此他成为马略劲敌，罗马独裁者苏拉的追随者。公元前78年担任执政官，公元前65年担任监察官。后与凯撒交恶，曾计划将其卷入喀提林的政变阴谋未遂。

## 扩展阅读
- 本条目包含来自公有领域出版物的文本: Chisholm, Hugh (编).  (第11版). London: Cambridge University Press. 1911.